# مارک اوکانر
مارک اوکانر (انگلیسی: Mark O'Connor؛ زادهٔ ۵ اوت ۱۹۶۱) موسیقی‌دان، آهنگساز، آموزگار، مؤلف اهل ایالات متحده آمریکا است. وی از سال ۱۹۷۴ میلادی تاکنون مشغول فعالیت بوده‌است.